# 김호복
김호복(金浩福, 1948년 2월 11일~)은 대한민국의 전직 세무 공무원 출신 정치인이다. 제33대 충청북도 충주시장을 지냈다.
1948년 2월 11일 충청북도 충주시 산척면 상산리에서 태어났다. 본관은 청도이다. 고려대학교를 졸업하던 해 행정고등고시(제14회)에 합격하고 재경원 사무관으로 공직에 입문하였으며, 청와대 비서실장(강경식) 비서관, 재무비서관 등을 역임하였고, 대전지방국세청장을 마지막으로 공직을 은퇴했다.
2000년 제16대 총선을 앞두고 정계 입문하기 위해 충북 충주시선거구에 내려와 지역구활동을 개시하였으나, 그해 선거에는 집권당이던 새천년민주당의 이원성(직전 대검 차장, 전 16대 국회의원), 제1야당이던 한나라당의 한창희(직전 지구당위원장, 전 민선 4대 5대 충주시장), 자민련의 김선길(직전 15대 국회의원, 해양수산부장관) 등 정당공천이 여의치 않아 출마를 포기했다. 2002년 지방선거에 한나라당 공천을 받아 충주시장 후보로 나가려 했으나, 당시 현직시장 이시종(17 18대 국회의원, 2010지방선거 민주당 충북도지사 후보)과의 당내 경선에서 밀려 또다시 고배를 마셨다.
2004년 이시종이 충주시장을 중도 사퇴하고 제17대 국회의원선거에 출마하게 되어 충주시장보궐선거사유가 발생하자 무소속으로 처음 선거에 출마하게 되었다. 이 선거에서 한나라당 한창희, 열린우리당 이승일에 이어 3등으로 낙선하였고, 2006년 지방선거에 한나라당 공천을 받아 충주시장으로 재당선된 한창희가 "기자 촌지 20만원 제공건"으로 공직선거법 위반 혐의로 벌금 150만원이 확정되어 선거무효 사유가 발생함에 따라 보궐선거가 또 치러지게 되었다. 2006. 10. 25. 보궐선거에서 김호복은 한나라당 공천을 받아 출마해 한창희 전 시장의 부인인 무소속 이영란을 제치고 제6대 민선 충주시장이 되었다.

## 학력
- 1956.03~1964.02 산척초등학교
- 1961.03~1964.02 백운중학교
- 1964.03~1967.02 충주고등학교
- 1967~1972 고려대학교 법과대학 학사
- 1986~1988 국방대학원 행정학 석사

## 경력
- 제14회 행정고시 합격(1973년)
- 재무부 세제실 사무관(1974년)
- 충남 예산세무서 서장 · 경북 구미세무서 서장(1985년)
- 경북 경주세무서 서장 · 북대구세무서 서장(1985년~1989년)
- 국세청 납세지도과 과장(1990년)
- 중랑세무서 서장 · 마포세무서 서장(1992년~1993년)
- 대통령비서실 재무담당 총무비서관(1993년)
- 대통령 정치특보비서관(1995년)
- 서울지방국세청 간세국장(1996년)
- 대전지방국세청장 (이사관)(1997년~1997년 12월)
- 국방대학원 파견(1998년 1월~1998년 12월)
- 중원세무회계사무소장(1999년)
- 주식회사 삼천리 도시가스 사외이사(1999년 3월)
- 한나라당 이회창 대통령후보 경제특보(2002년)
- 주식회사 해동화재 사외이사
- 주식회사 삼성전자 고문
- 주식회사 동양생명 고문
- 충주경제연구소장
- 한나라당 대통령후보 특별보좌역
- 2006년 10월 26일~2010년 6월 30일 제33대 충주시장 (재선거)

## 역대 선거 결과
|  | 22.2% |

|  | 60.62% |

|  | 45.74% |

|  | 12.82% |

| 전임 한창희 (권한대행)우병수 | 제33대 충청북도 충주시장 2006년 10월 26일~2010년 6월 30일 | 후임 우건도 |